# Ba Xa
Ba Xa là một xã thuộc huyện Ba Tơ, tỉnh Quảng Ngãi, Việt Nam.
Xã Ba Xa có diện tích 100,99 km², dân số năm 1999 là 3687 người, mật độ dân số đạt 37 người/km².